# Gymnoscelis homogona
Gymnoscelis homogona là một loài bướm đêm trong họ Geometridae.